# Beijing Senova D20
Mit dem Beijing Senova D20 bot der chinesische Automobilhersteller Beijing Motor Corporation von 2014 bis 2017 einen luxuriöser ausgestatteten Ableger seiner Beijing E-Serie an. Die Marke lautet Beijing und die Submarke Senova. Der Hersteller selber bezeichnet Senova als Series.

## Grundlegendes
Obwohl das Design des Fahrzeugs sehr an die Mercedes-Benz A-Klasse erinnert, ist die verwendete Technik die der ersten Generation des Smart Forfour bzw. des Mitsubishi Colts im gleichen Produktionszeitraum. Die Optik selbst stellt eine Kopie der ersten Mercedes-Benz B-Klasse  dar. Für den D20 sieht die BAW nur die Modelle Daihatsu Mira e:S sowie den Smart Forfour als Konkurrenten an.
Im Gegensatz zu seinem Schwestermodell, der E-Serie, gibt es den D20 ausschließlich als Kleinwagen. Es gibt ihn hier allerdings auch als Mini-SUV mit der Zusatzbezeichnung Cross. Es stehen zwei Motorisierungen zur Wahl. So gibt es den L4-Motor wahlweise mit einem Hubraum von 1332 cm³ und einer Leistung von 75 kW oder einem Hubraum von 1499 cm³ bei einer Leistung von 85 kW. Der Verbrauch wird mit 6,2 bis 6,5 Liter auf 100 km beim 5-Gang-Schaltgetriebe und 7 Liter auf 100 km bei der 4-Stufen-Automatik angegeben. Den D20 gibt es in 12 verschiedenen Ausstattungslinien.
Das Fahrzeug wurde von 2014 bis 2018 in China verkauft. Im Jahr 2018 gelangten über den Importeur Indimo auch einige Exemplare nach Deutschland. Der D20 ist technisch eng verwandt mit dem BAIC X25, einem Klein-SUV. 

## Elektrovarianten
Die batterieelektrisch angetriebenen Modellvarianten „Beijing Senova EV160 BEV“ sowie „EV200 BEV“ basieren beide auf der Senova-D20-Basiskonstruktion. Die Senova-Modellfamilie wird im Chinesischen "Shenbao" genannt.

### EV160
Die batterieelektrisch angetriebene Modellvariante „Beijing Senova EV160 BEV“ ist eine Schwestermodellvariante zum „Beijing Senova EV200 BEV“, wobei letztere im Dezember 2014 auf den chinesischen Markt gekommen ist. Die vorliegende Modellvariante „EV160 BEV“ ist gleichermaßen irgendwann in China vermarktet worden, eventuell sogar zeitgleich mit der des „EV200 BEV“. Der Elektroantrieb besteht aus einem E-Motor mit einer Motorleistung von 53 kW, also 72 PS, sowie einer Lithium-Ionen-Traktionsbatterie mit einer Ladekapazität von 25,6 kWh. Die Traktionsbatteriezellen und die Batterietechnik wurde von der Firma "SK Innovation" aus Südkorea zugeliefert. Die Reichweite beträgt gemäß chinesischem Testzyklus "China specific drive cycle for emissions and fuel consumption test v1", bei dem eine Maximalgeschwindigkeit von 60 km/h während des Prüfvorgangs auftritt, 160 Kilometer. So wird es zumindest vom Hersteller angegeben. Das Spitzendrehmoment des Antriebs beträgt 180 Newtonmeter. Die Beschleunigung von 0 auf 100 km/h beträgt circa 13 Sekunden, die Höchstgeschwindigkeit ungefähr 125 km/h.

### EV200
Im Dezember 2014 ist eine batterieelektrisch angetriebene Variante des Modells namens „Beijing Senova EV200 BEV“ auf den chinesischen Markt gebracht worden. Deren Elektroantrieb besitzt eine Motorleistung von 53 kW, also 72 PS. Zu den Grundkomponenten des Elektroantriebs gehört auch eine Traktionsbatterie mit einer Ladekapazität von 30,4 kWh. Die Traktionsbatteriezellen und die Batterietechnik stammt auch hier von "SK Innovation". Die Reichweite beträgt gemäß chinesischem Testzyklus "China specific drive cycle for emissions and fuel consumption test v1", bei dem eine Maximalgeschwindigkeit von 60 km/h während des Prüfvorgangs auftritt, 200 Kilometer. So wird es zumindest vom Hersteller angegeben. Das Spitzendrehmoment des Antriebs beträgt – wie bei der Schwestermodellvariante – 180 Newtonmeter. Die Beschleunigung von 0 auf 100 km/h beträgt ebenfalls circa 13 Sekunden, die Höchstgeschwindigkeit ungefähr 125 km/h. Der Neupreis dieser Variante in Basisausstattung betrug etwa 226.900 Yuan.